# Baie (botanique)
Pour les articles homonymes, voir Baie.
Ne doit pas être confondu avec Fruit rouge.

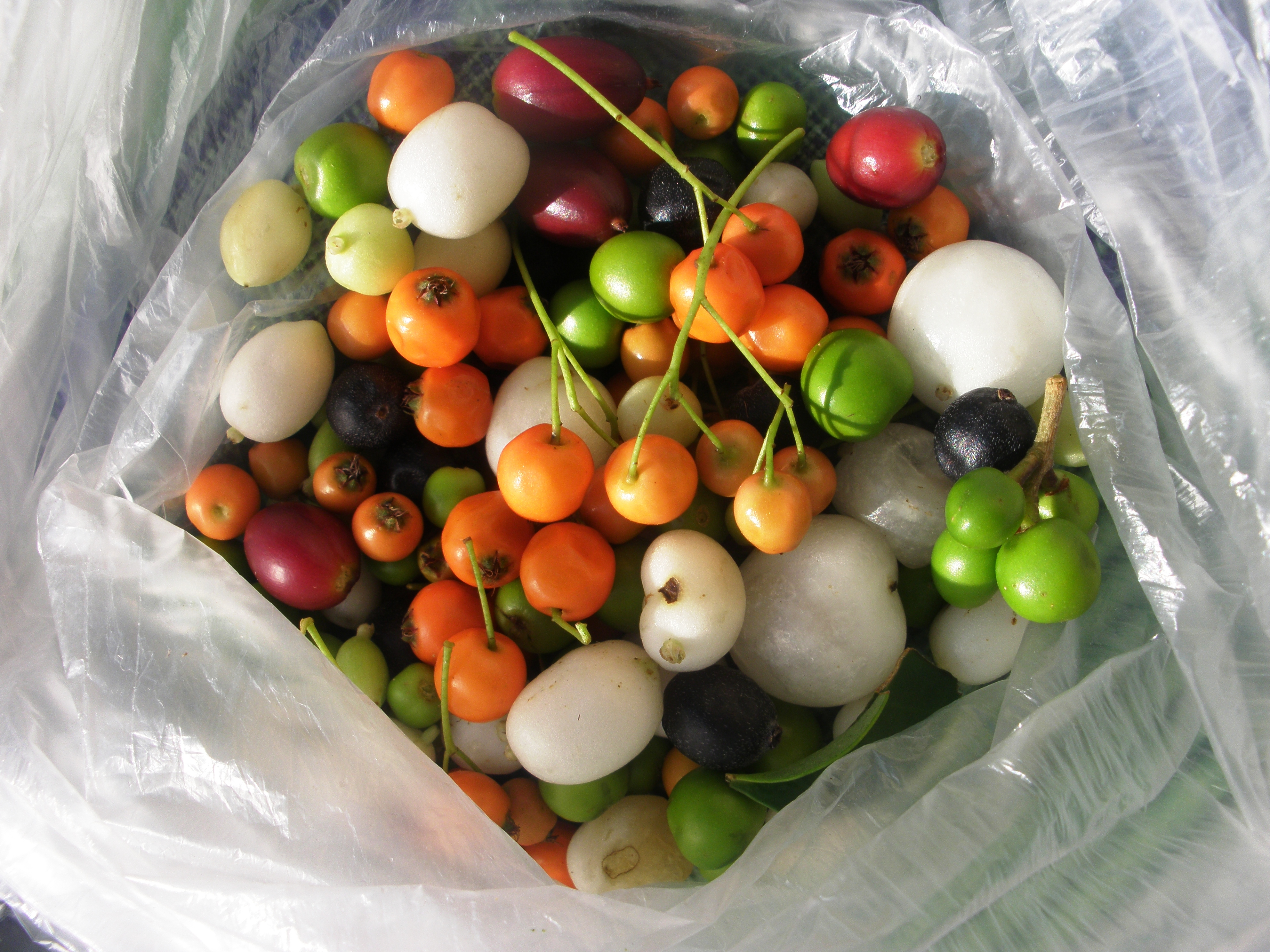
Collection de baies.

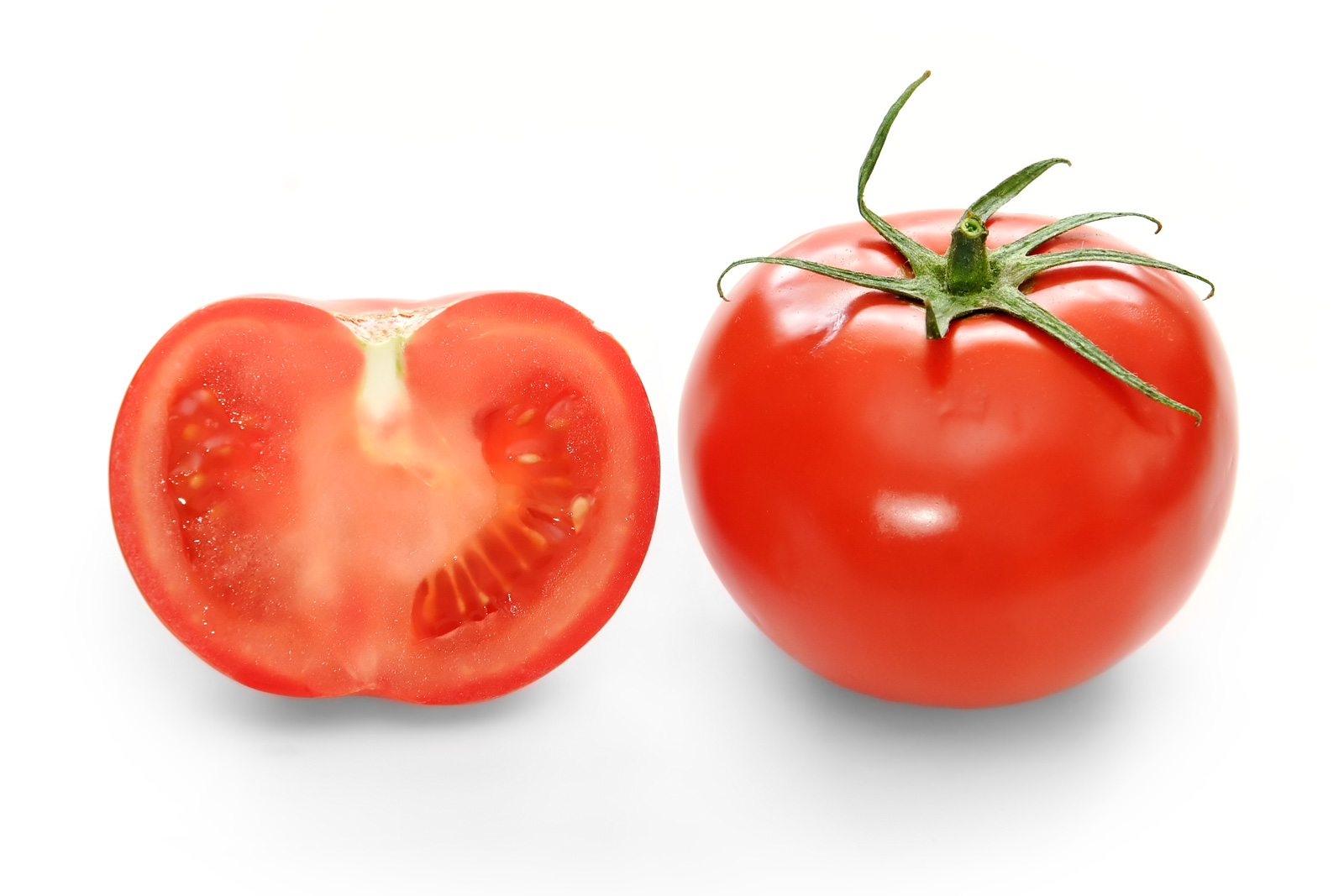
Exemple de baie : tomate.

Une baie, en botanique, est un type de fruit charnu, en général indéhiscent et contenant une ou plusieurs graines, les pépins.

## Composition d'une baie
Le péricarpe de la baie est composé de l'extérieur vers l'intérieur par un épicarpe très fin, un mésocarpe charnu (appelé sarcocarpe) et d'un endocarpe charnu, ce qui la différencie de la drupe chez laquelle l'endocarpe est sclérifié (cerise, pêche, noix de coco...).

## Types de baies

### Baies provenant d'ovairesà plusieursovules
- airelle ;
- aubergine ;
- famille des hespérides[1] :
  - citron ;
  - pamplemousse ;
  - orange.
- kiwi ;
- myrtille ;
- papaye ;
- pastèque[2] ;
- poivron ;
- raisin ;
- tomate.

### Baies simples
- arum ;
- avocat et datte (ce sont bien des baies car leur péricarpe est entièrement charnu, le « noyau » est du point de vue botanique une graine de taille importante et dure) ;
- poivre.

### Fausses baies
Une fausse baie est un faux-fruit apparaissant dans certaines espèces de plantes avec un ovaire inférieur (ce qui les distingue des véritables baies). Chez ces espèces, les autres parties de la fleur (y compris la partie basale des sépales, des pétales et des étamines) peuvent mûrir en même temps que l'ovaire et former la fausse baie.
- banane[3] ;
- famille des Cucurbitaceae :
  - Cucumis (concombre et melon) ;
  - Pastèque[4] ;
  - Cucurbita (courge, potiron) ;

- airelles, canneberges.